# محسن العبيدي
محسن العبيدي (مواليد 15 يناير 1954) هو لاعب كرة قدم. يلعب مع منتخب تونس لكرة القدم. سبق له أن لعب في كأس العالم لكرة القدم مع منتخب بلاده.

## روابط خارجية
- محسن العبيدي على موقع الاتحاد الدولي (مؤرشف)  (الإنجليزية)
- محسن العبيدي على موقع قاعدة بيانات كرة القدم.إي يو (الإنجليزية)
- محسن العبيدي على موقع ناشيونال فوتبول تيمز (الإنجليزية)
- محسن العبيدي على موقع عالم كرة القدم.نت (الإنجليزية)